# 中央 (小牧市)
中央（ちゅうおう）は、愛知県小牧市の町名。現行行政地名は中央一丁目から六丁目。

## 地理
小牧市西部に位置し、東は大字二重堀・東一丁目、西は小牧二～三丁目、南は大字小牧・大字北外山入鹿新田・東新町・応時一～二丁目に接する。

## 世帯数と人口
2022年（令和4年）9月1日現在の世帯数と人口は以下の通りである。
| 町・丁目   | 世帯数  | 人口    |
| ---------- | ------- | ------- |
| 中央一丁目 | 767世帯 | 1,378人 |
| 中央二丁目 | 677世帯 | 1,190人 |
| 中央三丁目 | 651世帯 | 1,338人 |
| 中央四丁目 | 433世帯 | 754人   |
| 中央五丁目 | 567世帯 | 1,300人 |
| 中央六丁目 | 385世帯 | 693人   |

## 学区
市立小・中学校に通う場合、学区は以下の通りとなる。
| 町丁       | 小学校                                | 中学校                                |
| ---------- | ------------------------------------- | ------------------------------------- |
| 中央一丁目 | 小牧市立小牧小学校                    | 小牧市立小牧中学校                    |
| 中央二丁目 | 小牧市立小牧小学校                    | 小牧市立小牧中学校                    |
| 中央三丁目 | 小牧市立小牧小学校 小牧市立米野小学校 | 小牧市立小牧中学校 小牧市立応時中学校 |
| 中央四丁目 | 小牧市立小牧小学校 小牧市立米野小学校 | 小牧市立小牧中学校 小牧市立応時中学校 |
| 中央五丁目 | 小牧市立米野小学校                    | 小牧市立応時中学校                    |
| 中央六丁目 | 小牧市立米野小学校 小牧市立小牧小学校 | 小牧市立応時中学校 小牧市立小牧中学校 |

## 歴史

### 沿革
- 1993年（平成5年）1月23日 - 以下の通り、大字小牧原新田・大字二重堀・大字北外山入鹿新田・東新町・大字北外山・大字大山（小牧地区）・大字小牧の各一部より中央一～六丁目が成立[5]。
  - 一丁目 - 大字小牧原新田・大字小牧・大字北外山入鹿新田・東新町の各一部
  - 二丁目 - 大字小牧原新田・大字小牧・大字北外山入鹿新田・大字二重堀・東新町の各一部
  - 三・五丁目 - 大字小牧原新田・大字小牧・大字北外山入鹿新田・大字二重堀の各一部
  - 四丁目 - 大字小牧原新田・大字北外山入鹿新田・大字二重堀の各一部
  - 六丁目 - 大字小牧原新田・大字小牧・大字北外山入鹿新田・東新町・大字大山（小牧地区）・大字北外山の各一部

## 施設

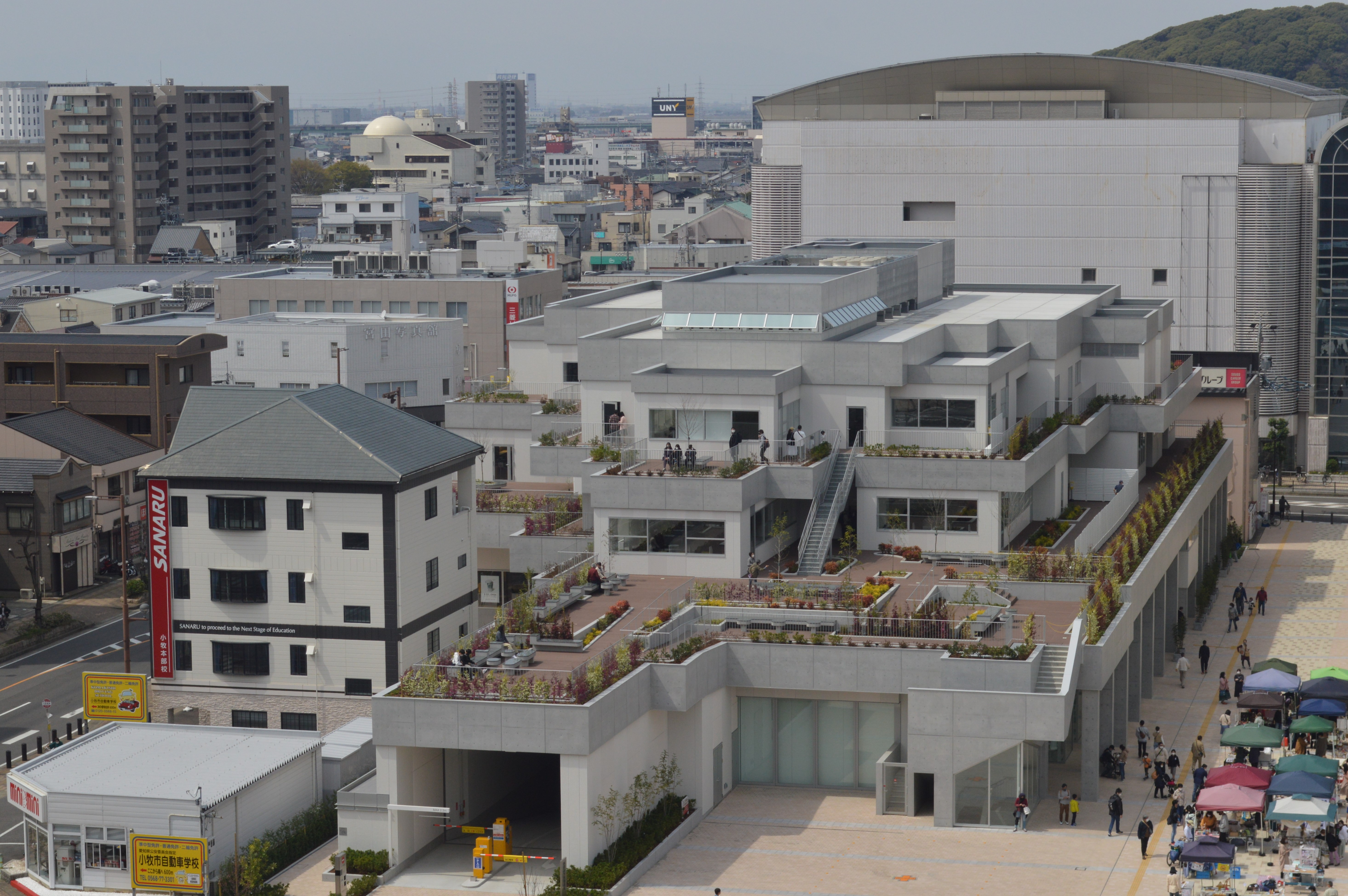
小牧市中央図書館
- 小牧郵便局
- 小牧税務署
- 名鉄小牧ホテル
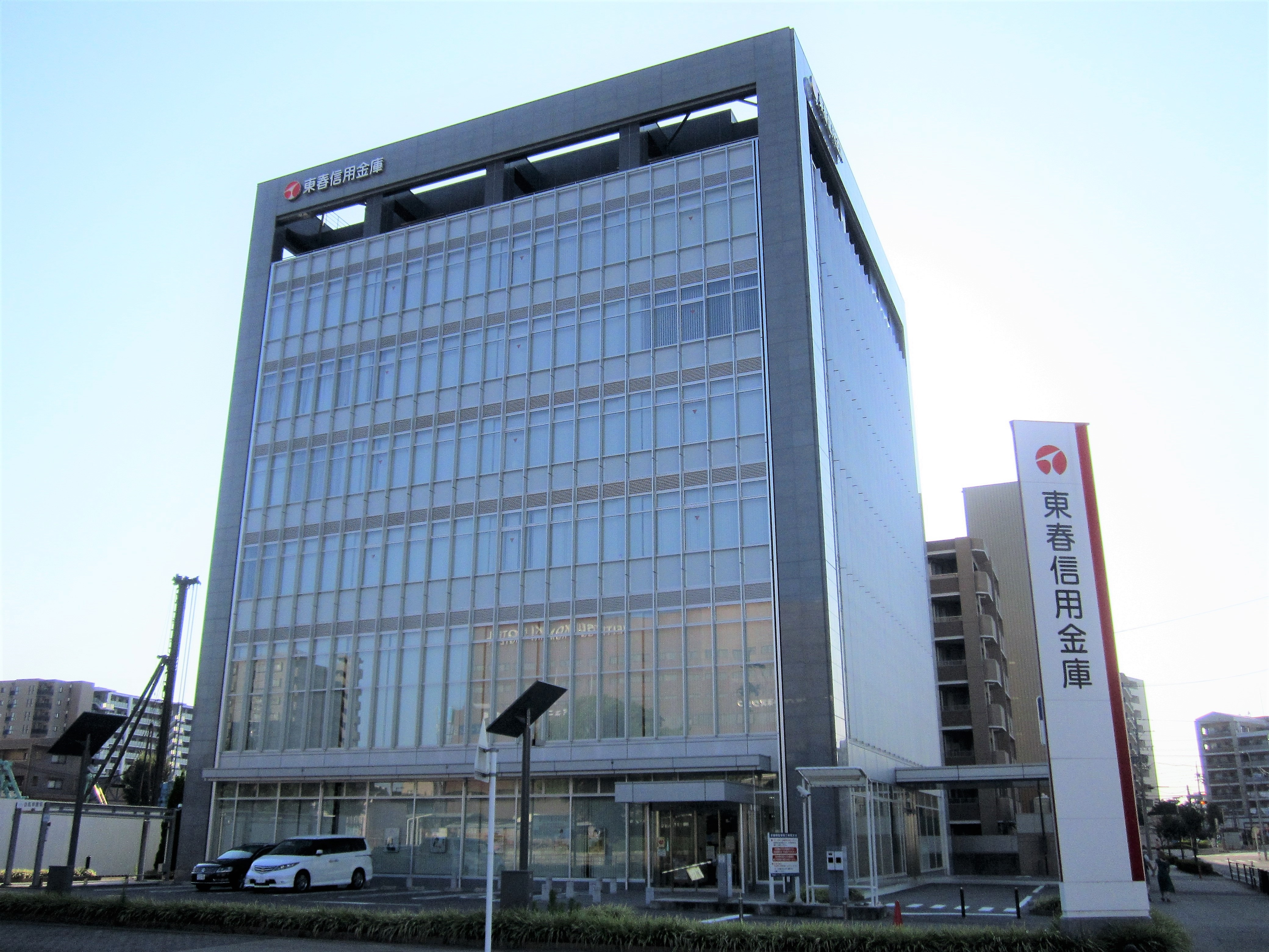
東春信用金庫本店営業部
- 瀬戸信用金庫小牧支店
- 岐阜信用金庫小牧支店
- 十六銀行小牧支店
- 大垣共立銀行小牧支店
- 名古屋銀行小牧駅前支店
- 小牧市立米野小学校
- 小牧市立第一幼稚園
- 小牧幼稚園
- 小牧市ふれあいの家あさひ学園
- 小牧第一病院
- 駒止公園
- 城見公園
- 妙林寺

- 小牧市中央図書館
- 東春信用金庫本店営業部

## 交通

### 鉄道
- 名鉄小牧線 小牧駅
- 桃花台新交通桃花台線 小牧駅（廃止）

### 道路
- 国道155号
- 愛知県道102号名古屋犬山線
- 愛知県道197号小牧春日井線

## その他

### 日本郵便
- 郵便番号 : 485-0029[2]（集配局：小牧郵便局[6]）。